# پت استیر
پت استیر (انگلیسی: Pat Steir؛ زادهٔ ۱۹۳۸) نقاش، تصویرگر، گرافیست، استاد دانشگاه، و هنرمند اهل ایالات متحده آمریکا است.
وی همچنین برندهٔ جوایزی همچون کمک‌هزینه گوگنهایم شده است.